# Simon Colosimo
Simon Colosimo (* 8. Januar 1979 in Melbourne) ist ein australischer Fußballspieler, der auf der Position des Mittelfeldspielers bei Sydney FC in der australischen A-League aktiv ist.

## Karriere
1997 absolvierte Colosimo das Australian Institute of Sport football program und unterschrieb einen Vertrag bei Charlton SC. 2000 wechselte er zu South Melbourne FC. 2001 bekam er einen Vertrag bei Manchester City in der englischen Premier League, in der Winterpause der Saison wechselte er jedoch nach Belgien zu Royal Antwerpen. Im Sommer 2002 kehrte er nach Australien zurück und spielte für ein Jahr bei Perth Glory, ehe er 2003 zu Parramatta Power ging. 2004 spielte Colosimo in Malaysia bei Pahang FA, 2005 kehrte er erneut für drei Jahre zu Perth Glory zurück. 2007 wurde er in die Türkei zu Sivasspor ausgeliehen, seit Sommer 2008 spielt Colosimo für Sydney FC.
1998 gab er sein Debüt in der australischen Nationalmannschaft, für die er bisher 24 Spiele und drei Tore verzeichnet hat. 2000 und 2004 konnte er mit Australien den OFC-Nationen-Pokal gewinnen.

## Erfolge
- OFC-Nationen-Pokalsieger: 2000, 2004
- Australischer Meister: 2002/03, 2009/10
- Joe Marston Medal: 2003, 2010